# Eufémie z Křižanova
Eufémie z Křižanova, nebo také Ofka, († 1278) byla česká šlechtična, sestra svaté Zdislavy.

## Života
Narodila se jako dcera moravského velmože Přibyslava z Křižanova a jeho manželky Sibyly z Křižanova. 
Byla provdána za Bočka z Jaroslavic a ze Zbraslavi, kterému porodila syny Smila a Gerharda a dceru Anežku.